# Sphyraena sphyraena
Bécune européenne, Barracuda méditerranéen, Spet
Espèce
Sphyraena sphyraena est une espèce de poissons de la famille des Sphyraenidae, appelé Bécune européenne, Spet ou Barracuda méditerranéen, et même parfois Brochet de mer.

## Description
Ce poisson carnassier mesure de 30 à 60 cm pour un poids moyen de 3,6 kg mais des individus exceptionnels ont été mesurés à 165 cm pour un poids maximum de12 kg.

## Distribution
Cette espèce vit dans l'Atlantique (côte est et côte ouest) ainsi qu'en mer Méditerranée et en mer Noire, entre 0 et 100 m de profondeur.